# Šentovec
Šentovec este o localitate din comuna Slovenska Bistrica, Slovenia, cu o populație de 122 de locuitori.